# Paroodectes
Paroodectes is een geslacht van uitgestorven roofdieren behorend tot de miaciden, dat leefde in het Eoceen in de regenwouden en moerassen van het huidige Duitsland.
Paroodectes had de grootte en het uiterlijk van een huiskat en was goed aangepast aan een klimmend bestaan, wat blijkt uit de beenderen van het bekken en de schoudergordel. De lange staart gaf evenwicht bij het klimmen en het springen van tak tot tak. Waarschijnlijk joeg Paroodectes in de boomtoppen op insecteneters, knaagdieren en halfapen. Ook werden waarschijnlijk jonge hoefdieren gevangen door ze, net als de huidige panters doen, op te wachten in de bomen en dan te bespringen.